# Piramide van de Grote Jaguar

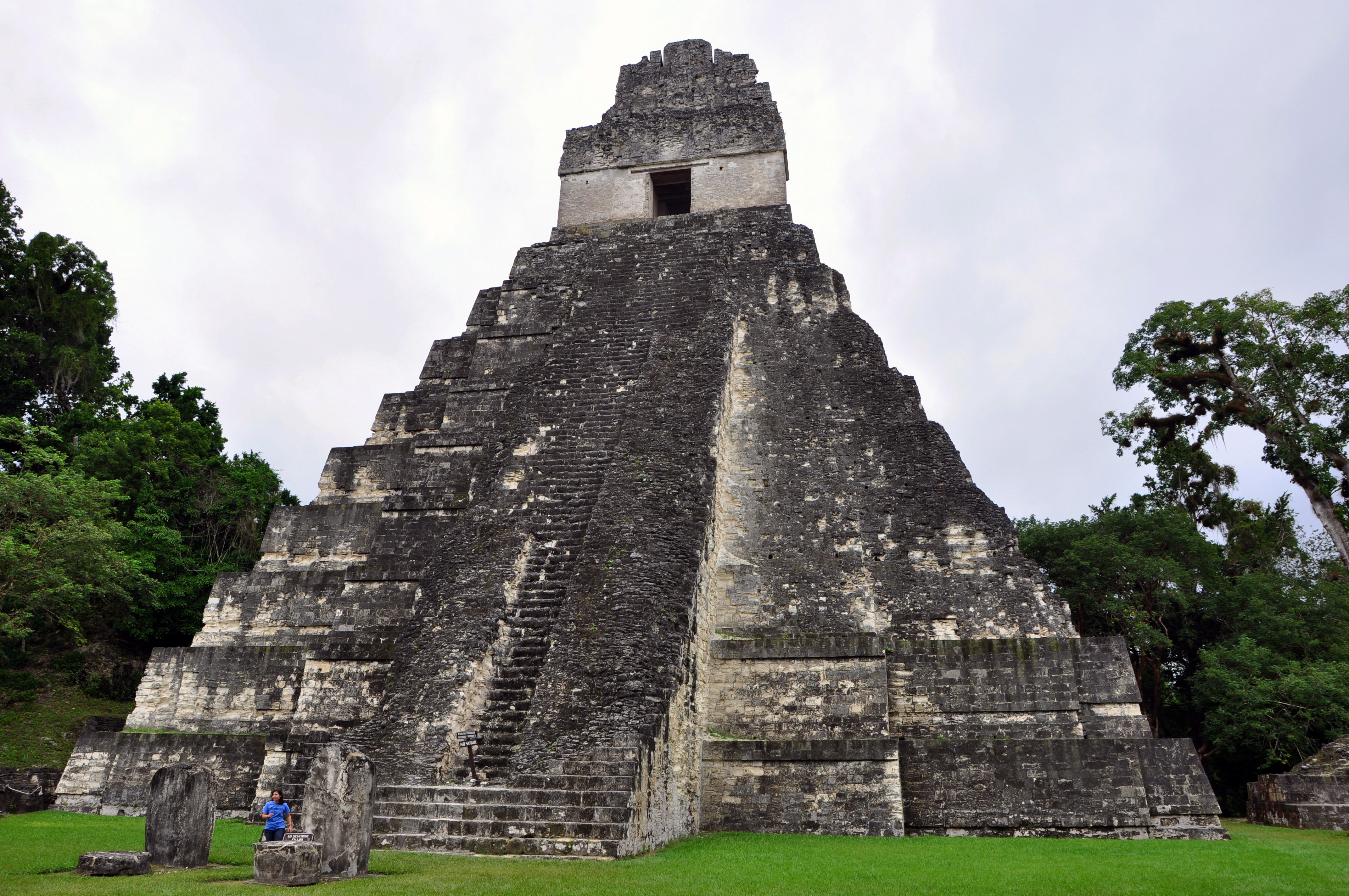
Tempel 1

De Piramide van de Grote Jaguar of Tempel I van Tikal is een van de grootste bouwwerken in de voormalige Mayastad Tikal. Het Tikalcomplex staat op de werelderfgoedlijst van de UNESCO. De stad Tikal was en is een van de grootste Meso-Amerikaanse steden en ligt in het noordelijke laagland van Guatemala, in het departement Petén. De piramide van de Grote Jaguar is gebouwd in de Peténstijl die gekenmerkt wordt door een steile trapsgewijze basis met bovenop een kleinere tempel. De tempel is gebouwd in de klassieke periode rond het jaar 730 na Christus.
De tempel is vermoedelijk opgericht door Jasaw Chan K'awiil, een Mayaheerser uit de klassieke periode en lid van de dynastie die regeerde vanuit Tikal van 682 tot 784. De tombe van deze heerser is door archeologen gelokaliseerd in de tempel, hoewel het onduidelijk is of de tempel ook voor dit doel gebouwd is of dat het een latere aanpassing was.
De tempel is ongeveer 44 meter hoog en verdeeld over negen niveaus. Aan de voet meet de tempel slechts 30 bij 34 meter. De belangrijkste kamer is gewijd aan Kukulcan, een belangrijke god. De tempel wordt gekenmerkt door een opvallende dakkam, een typisch kenmerk voor de Maya-architectuur.